# Кал над Каналом
Кал над Каналом (словен. Kal nad Kanalom, итал. Cal di Canale) је насељено место у општини Канал об Сочи, Горишка регија, Словенија.

## Историја
До територијалне реорганизације у Словенији био је у саставу старе општине Нова Горица.

## Становништво
У попису становништва из 2011. године, Кал над Каналом је имао 327 становника.
| Број становника према пописима | Број становника према пописима | Број становника према пописима |
| ------------------------------ | ------------------------------ | ------------------------------ |
| 1991                           | 2002                           | 2011                           |
| 371                            | 318                            | 327                            |

Напомена: До 1952. исказивано под именом Кал.